# Backbase
Backbase is een Nederlandse softwareproducent in de financiële technologiesector, opgericht in 2003 met kantoren in onder andere Amsterdam, Atlanta en Cardiff. In juni 2022 kreeg Backbase een kapitaalinjectie van €120 mln van Motive Partners, waarmee Backbase een waardering van €2,5 mrd kreeg. Tot dat moment was Backbase volledig organisch gegroeid.

## Geschiedenis
Backbase is opgericht in 2003 in Amsterdam, Nederland door Jouk Pleiter en Gerbert Kaandorp met als doel het ontwikkelen van een AJAX framework, gebaseerd op HTML, Javascript en CSS. Backbase verzamelde deze software onder de naam Rich Internet Applications. In februari 2005 werd de naam AJAX geïntroduceerd door Jesse James Garret, waarna de term 'Ajax-based Rich Internet Applications' werd gebruik als verzamelnaam voor de producten van Backbase. In mei 2005 werd Backbase Community Edition gelanceerd, ondersteund met het Backbase Developer Netwerk. Het Backbase CE was een ontwikkel framework voor programmeurs en bedrijven actief met rich web en web 2.0 applicaties.
In 2008 nam Backbase de beslissing om haar eigen portal software te ontwikkelen. In 2009 werd Backbase Portal 4 gelanceerd. Backbase richtte zich steeds meer op de financiële sector. De portal software en het frontend framework werden gebruikt om moderne applicaties voor internetbankieren te bouwen. Na verloop van tijd bouwde Backbase steeds meer kant-en-klare componenten zodat er minder tijd besteed werd in projecten en klanten sneller geholpen konden worden. In 2014 werd de portal software omgedoopt tot Customer Experience Platform.
Het bedrijf groeide flink, met name na het binnenhalen van Goldman Sachs. Er werden wereldwijd kantoren geopend. In 2022 werkten er ongeveer 2.000 mensen voor Backbase.
Vanaf 2017 groeide het deel van de software dat zich specifiek richtte op bankieren ten opzichte van het Customer Experience Platform. In plaats van het eigen frontend framework, omarmde Backbase bestaande frameworks zoals Angular en native Android en iOS. Uiteindelijk is de ontwikkeling van het Customer Experience Platform in juli 2021 stopgezet.
Het nieuwe platform wordt Engagement Banking Platform genoemd. In plaats van losse componenten, biedt Backbase nu kant-en-klare web apps en mobiele apps voor retail banking, business banking en wealth management met een uitgebreide backend-laag.
Backbase neemt in 2020 een grote stap in het verder ontlasten van klanten door de hosting van de software over te nemen: Backbase as a Service.